# 茶工券
茶工券（ちゃこうけん）とは日本統治時代の台湾において、中国から茶葉関連労働者が渡台する際に必要であった身分証明書であり、台湾総督府の発行した旅券の一種。申請方法としては雇用主が被雇用者の身分証明を添付し申請、茶工券は雇用主を通して被雇用者に渡され、被雇用者は日本領事館で台湾への渡航を申請、領事館は内容を確認の上認証印を与え、被雇用者は認証された茶工券を携帯して台湾に入国するというものであった。1898年に台湾総督の児玉源太郎が府令98号で公布した『清国茶工券規則』で本人の写真貼付を求め正式に法制化された。

## 誕生
日清戦争に敗北した清は下関条約により台湾を日本に割譲した。下関条約の規定による条約批准文書交換から2年間は台湾住民は日本国籍を自由に選択できる権利を有した。その期限が満了となる1897年5月8日、台湾に残留し清国籍を申請していない台湾の資産家は台湾総督府が否認しない限り日本国民となることとなった。この過渡期間中、比較的自由に清国人の入国が認められた台湾であるが、台湾総督府は清兵の送還事業を推進し、また治安安定を目的に1895年には『清国人台湾上陸条例』を発布して、単純労働者など特定職業を有さない清国人の台湾入国に制限を加えていた。
当時台湾では茶葉産業が広く行われ、茶葉摘み工、製茶工、茶箱製造工、茶師など約13,200人もの労働需要が生じていたが、その労働需要を満たす多くの労働力は中国からの季節労働者であった。『上陸条例』施行後、季節労働者不足による台湾茶葉産業への影響は深刻であり、また台湾茶葉産業と密接な関係にあったイギリス企業やアモイと台湾の海上輸送を独占していたイギリス海運会社への被害もあり、イギリス領事の抗議が行われると、台湾総督の樺山資紀は雇用主の償還より在地領事館に証明書を提出した茶葉労働者の渡台を認めた。それでも慢性的な労働力不足による打撃が深刻な茶葉業の陳情が行われ、1897年には乃木希典の訓令128号により清国の製茶労働者を雇用する場合には事前に被雇用者の原籍、住所、姓名、年齢、雇用期間の詳細を記載した身元保証書を提出し、問題が無ければ渡台を認めるとし、不足する労働力の供給源とした。この規定に従い台北県はアメリカ商会に対しアメリカ領事館を経由して清国労働者の受け入れを許可した。しかしアモイの日本領事館では清国の発行した旅券に写真貼付がなかったため本人確認ができない事態が発生した。事実当時のアモイでは茶工券は5円から10円で売買されており、茶葉収穫の季節となると大量の不法労働者が台湾に流入した。この状況を改善すべく、1898年、児玉源太郎は『清国茶工券規則』を制定、本人写真を貼付し蓋印した茶工券が正式に法制化された。

## 參見
- 外国行旅券
- 内地行旅券